# Skallbergets naturreservat, Torsby kommun
Skallbergets naturreservat är ett naturreservat i Torsby kommun i Värmlands län.
Området är naturskyddat sedan 2024 och är 100 hektar stort. Reservatet ligger söder om Stöllet och består av myrområden, små tjärnar, tallskog och mindre partier av granskog.